# 眩暈 (小說)
《眩暈》（日語：眩暈）是日本推理作家島田莊司的推理小說，為其筆下的偵探御手洗潔系列小說。

## 書籍出版資訊
| 出版者       | 出版日期      | 媒介       | 頁數  | 書籍編碼           | 譯者   |
| ------------ | ------------- | ---------- | ----- | ------------------ | ------ |
| 講談社       | 1992年10月1日 | 單行本     | 556頁 | ISBN 9784062060639 |        |
| 講談社       | 1995年10月4日 | 講談社文庫 | 708頁 | ISBN 9784062630795 |        |
| 皇冠文化出版 | 2006年6月20日 | 平裝書     | 400頁 | ISBN 9789573322481 | 董炯明 |
| 新星出版社   | 2013年7月1日  | 平裝書     | 419頁 | ISBN 9787513312080 | 雲卿   |

## 故事概要
御手洗潔從東大教授古井猛彥處得到了一篇奇怪的手記，手記中記錄了作者三崎陶太的一段匪夷所思的恐怖經歷——
九年前（1983年）在鎌倉稻村崎的公寓發生了一起入室強盜事件，當事的三崎陶太目睹蒙面怪人衝入自己房間，將照顧自己的女子及另一名男子殺害。陶太慌忙逃出時，竟發現周圍的世界變了樣——太陽萎縮暗淡，熟悉的道路及建筑物已滄海桑田，路上的人們也變成了怪物，甚至史前的恐龍也出現了......
因震驚而不知所措的陶太逃回家裡，在陰差陽錯的鬼迷心竅之下，竟決定模仿轟動一時的「占星術殺人事件」的情節，將室內一男一女兩具屍體分別肢解，再將女上身和男下身重組成雌雄同體的「阿索德」！之後陶太喃喃唸起咒語，「阿索德」竟真的死而復生......
讀罷手記的石岡和古井均覺得手記是精神病人荒誕不經的幻想，但御手洗卻堅信這是一篇邏輯嚴謹的手記，且其中記載之事真的發生過......

## 登場人物

### 主要角色
御手洗 潔（Mitarai Kiyoshi）
閱讀了從古井教授處得到的奇怪手記後，堅稱手記內容是真實的，然後和石岡、記者藤谷等一起遠赴印尼和北海道，揭開手記後面的驚天謎團。
石岡 和己（Ishioka Kazumi）
協助御手洗潛入手記中所記載的陶太所住的稻村崎公寓調查，然後隨着御手洗一同前往印尼、北海道。

### 案件相關
三崎 陶太（Misaki Touta）
奇怪手記的作者。手記中記載他自小由一名叫香織的女性照顧，父親是著名演員旭屋架十郎。在香織和加鳥被入室強盜殺死後，將兩人屍體製作成「阿索德」。
由手記中的線索，御手洗推測陶太是個海豹肢症患者。
旭屋 架十郎（Asahiya Kajuurou）
本名「三崎嘉二郎」，著名電影演員，陶太的父亲。
除了身為演員外，也有開辦演員訓練學校、製作公司和在世界各處擁有多處不動產等。
河内 香織（Kawauchi Kaori）
陶太手記中記載照顧著他起居的女子，後來被入室強盜殺死。
旭屋演員訓練學校出身，成為了旭屋的妻子後，協助打理旭屋的資產和公司。
加鳥 猛（Katori Takeshi）
陶太手記中記載某天進入他家的男子，之後被入室強盜殺死。
旭屋演員訓練學校出身，後來成為了旭屋的秘書。
野邊 喬子（Nobe Takako）
野邊修的妹妹。
野邊 修（Nobe Osamu）
古井的學生，手記是古井在他處獲得的。

### 其他
古井 猛彥（Furui Takehiko）
東京大學理科學院的化學教授。在拜訪御手洗時，將從學生處獲得的奇怪手記交給御手洗。
認為手記內容荒誕不經，和認為手記內容邏輯嚴謹的御手洗展開了辯論。
藤谷 英彦（Fujidani Hidehiko）
F周刊的娛樂記者。曾在講談社任職，因此很清楚在講談社出版經歷改編小說的石岡和御手洗的事迹。
協助御手洗調查旭屋、香織和加鳥背後的關係。

## 外部連結
- （日語）http://bookclub.kodansha.co.jp/bc2_bc/search_view.jsp?b=2630796 （页面存档备份，存于）
- （简体中文）豆瓣讀書：眩暈 （页面存档备份，存于）